# Internationale Apostolatsbewegung unabhängiger sozialer Schichten
Die Internationale Apostolatsbewegung unabhängiger sozialer Schichten (en.: International Movement of Apostolate in the Independent Social Milieus; fr.: Mouvement International d’Apostolat des Milieux Sociaux Indépendants; it.: Movimento Internazinale d’Apostolato dei Ceti Sociali Indépendants; Offizielle Abkürzung: MIAMSI, nach den Initialen der französischen Bezeichnung) ist eine römisch-katholische Vereinigung von Gläubigen, die 1963 in Rom gegründet wurde und vom Heiligen Stuhl anerkannt wurde. Die Bewegung ist eine Nichtregierungsorganisation, sie hat eine beratende Funktion im Wirtschafts- und Sozialrat der Vereinten Nationen und ist Mitglied im Europarat. Die 25.000 Mitglieder verteilen sich weltweit auf 35 Länder.

## Geschichte
Zur Zeit des Pontifikates von Papst Pius XI. (1922–1939) entstanden mehrere christliche Bewegungen zur Evangelisation von Erwachsenen. Besonders in den nachfolgenden 1940er Jahren setzte sich diese Bewegung in der Mittelschicht, dem Bürgertum und der Aristokratie fort. Die ersten Mitglieder der Apostolatsbewegung kamen aus der Internationalen unabhängige christliche Jugend, deren bisherige Erfahrungen den Aufbau beschleunigte. Die ersten Gruppen der Bewegung gründeten sich in Frankreich und Italien, sie verbreiteten sich über weitere europäische Länder nach Nordamerika. Papst Johannes XXIII. (1958–1963) ermutigte 1963 die Bewegung sich zu strukturieren und eine Satzung zu erstellen, die auch noch im gleichen Jahr abgeschlossen und genehmigt wurde. Die MIAMSI wurde durch den Päpstlichen Rat für die Laien als eine internationale katholische Organisation päpstlichen Rechts anerkannt. Der erste MIAMSI-Kongress fand 1964 in Rom statt. 

## Selbstverständnis
Die MIAMSI ist in die Tradition der Katholischen Aktion eingebunden, ihre Gruppenpädagogik beruht auf der Methode der „Révision de vie“. In den Gruppen sind Menschen aus den unterschiedlichsten Milieus vertreten, sie treten für eine Umwandlung der Mentalität und Struktur der Gesellschaft ein. Hierzu beachten sie die Werte des Evangeliums, engagieren sich vorrangig in der Verkündigung Jesu Christi und fördern den Schutz der Menschenwürde und der Menschenrechte. Ihre Erziehungsaufgabe erfüllen sie durch Meditation der Schrift und der Methode „Sehen-Urteilen-Handeln“.

## Organisation und Ausweitung
Das oberste Organ der MIAMSI ist die Generalversammlung die aus den Delegierten der Mitgliedsgruppen entsandt werden. Sie tritt alle vier Jahre zusammen und wählt die „International Équipe“, diese besteht aus dem Internationalen Präsidenten, drei Vizepräsidenten (für Afrika, Asien und Lateinamerika), einem Sekretär, einem Schatzmeister und dem Kirchlichen Assistenten. Der Hauptsitz der Apostolatsbewegung ist in der Vatikanstadt, sie zählt etwa 25.000 Mitglieder, die sich in Afrika auf 9 Länder, in Asien auf 3 Länder, in Europa auf 7 Länder, dem Mittleren Osten auf 2 Länder, in Südamerika auf 10 Länder und in Nordamerika auf 4 Länder verteilen.